# Gustav Biesemeier
Gustav Biesemeier (* 19. November 1887 in Bösingfeld; † 13. März 1955 in Lemgo) war ein deutscher Gewerkschafter und Politiker (DDP) und Mitglied des Landespräsidiums Lippe.

## Leben
Biesemeier, der evangelischer Konfession war, arbeitet ab 1901 als Ziegler. 1912 wurde er Geschäftsführer des Gewerkvereins der Ziegler in Lippe (mit Sitz in Lage) und 1919 Erster Vorsitzender des Gewerkvereins.
Nach der Novemberrevolution war Biesemeier, der linksliberale Positionen vertrat, vom 10. November 1918 bis zum 9. Februar 1919 Geschäftsführer und eines der 20 Mitglieder des Volks- und Soldatenrats bzw. Arbeiter- und Soldatenrates für Lippe. Bei der Landtagswahl in Lippe 1919 kandidierte er auf Platz 2 der Liste der DDP und wurde in den Landtag Lippe gewählt. Bei der Landtagswahl in Lippe 1921 kandidierte er als Spitzenkandidat auf einer eigenen Liste der „Gewerkschaftsliste Biesemeier-Held“. Die Liste erhielt 4514 Stimmen was 5,73 % ausmachte und einen Landtagssitz für Biesemeier. Bei der Landtagswahl in Lippe 1925 wurde er auf der „Liste Biesemeier“ gewählt. Er legte am 1. Oktober 1925 sein Landtagsmandat nieder und wurde Mitglied des Landespräsidiums Lippe. Nachrücker im Landtag wurde Konrad Potthast, der die ein-Mann-Fraktion auflöste und sich der SPD anschloss. Biesemeier blieb bis zum 9. März 1926 Mitglied des Landespräsidiums.